# Råaköp

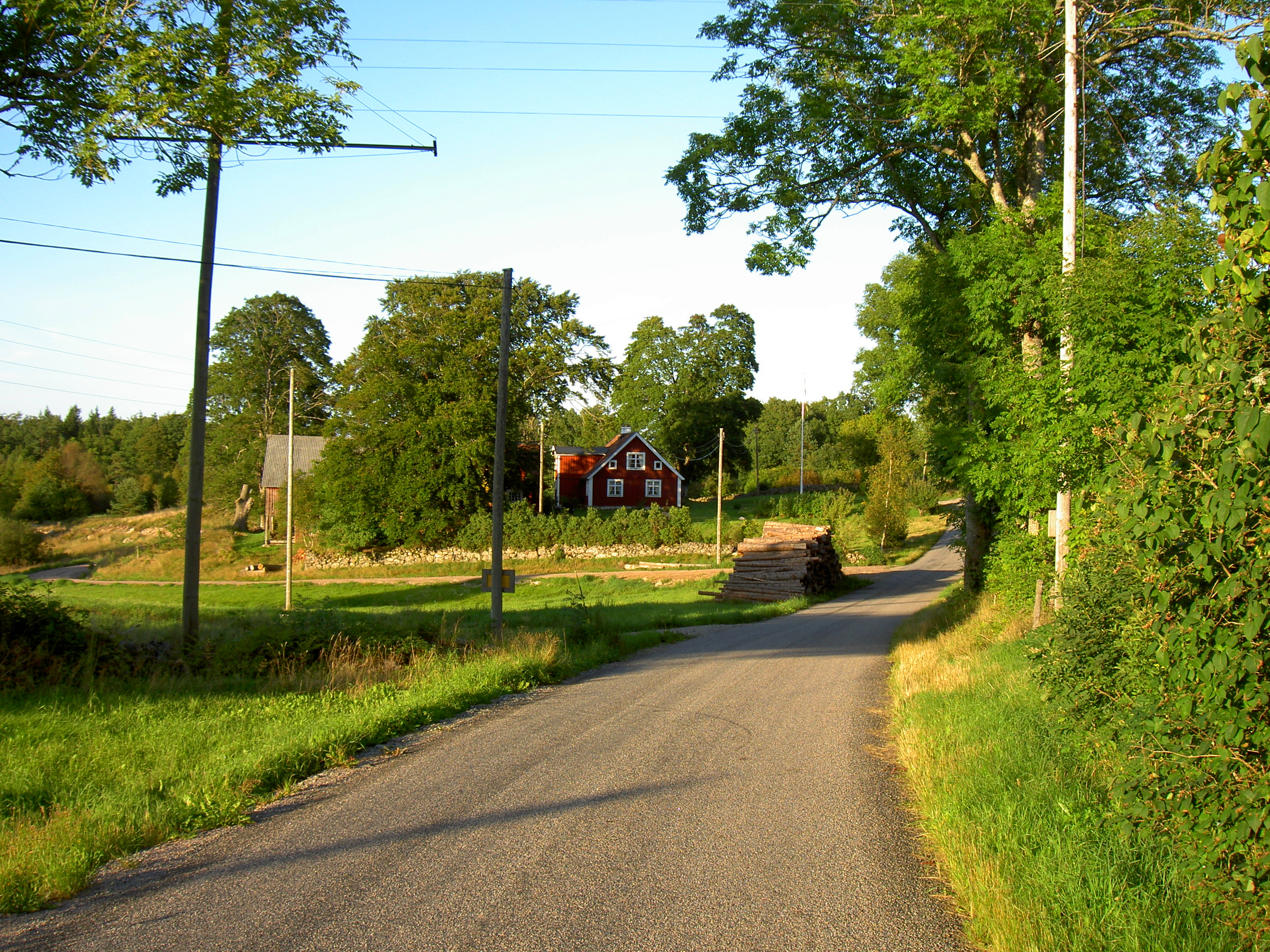
Råaköp.

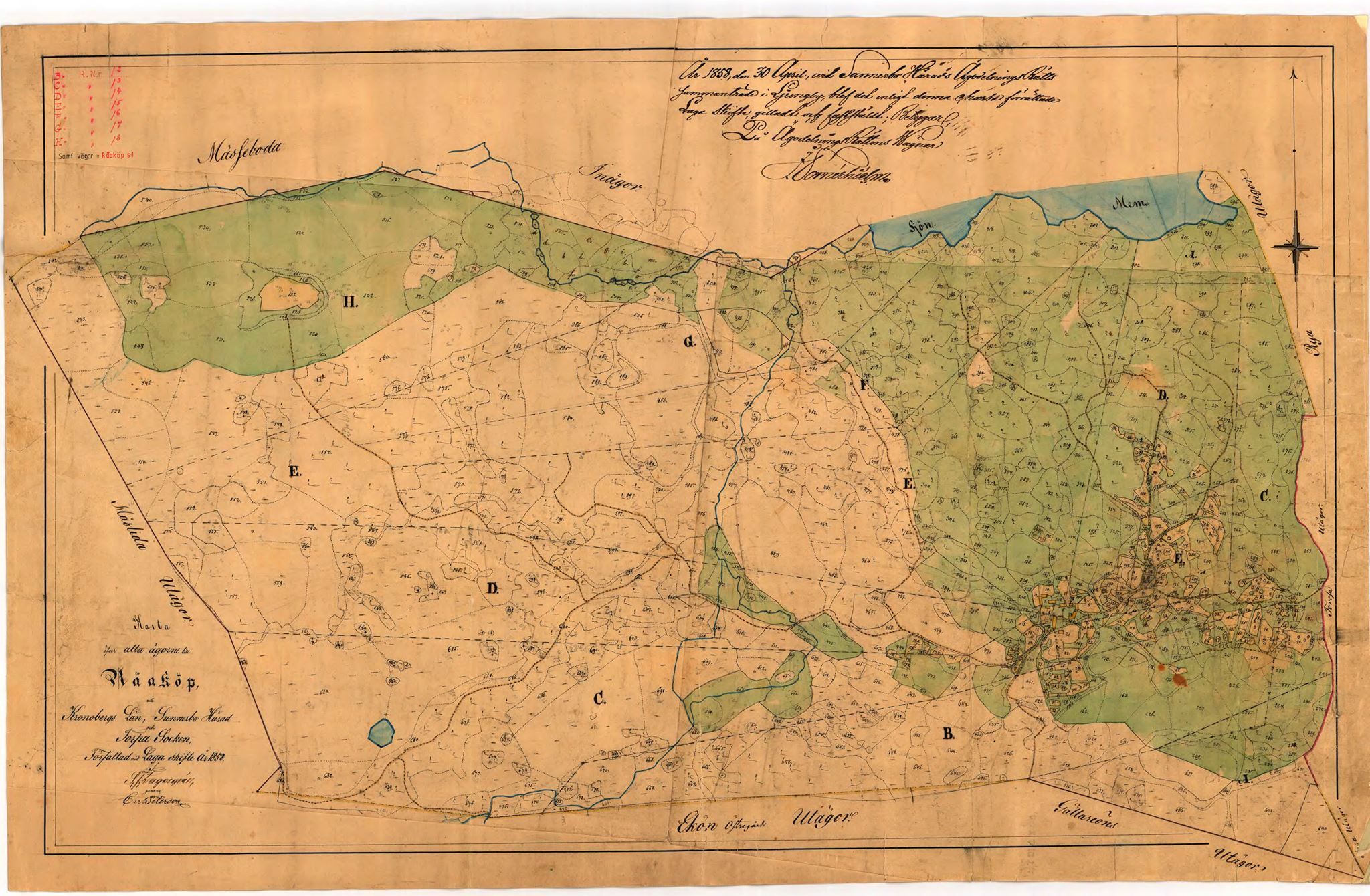
Råaköp efter laga skifte 1858.

Råaköp är en mindre by, ursprungligen en gård, i Torpa socken i Ljungby kommun. Väster om byn ligger Järarna och naturreservatet Lineberg, norr om ligger sjön Mäen.
Råaköp omnämns 1686 i samband med att Indelningsverket satte upp Ljungby kompani. Två hemman (en rote) skulle gemensamt hålla med en soldat till den svenska hären. Råaköps rote fick nummer 229 och bestod av gårdarna Råaköp och Äsphult.
Laga skifte genomfördes 1852–1858.